# Jardin de Művész út
Le Jardin de Művész út (en hongrois : Művész úti kert természetvédelmi terület) est une aire protégée située à Budapest et dont le périmètre est caractérisé comme d'intérêt local.